# Mediaset Infinity (Italia)
Mediaset Infinity (precedentemente Mediaset Play, poi Mediaset Play Infinity) è una piattaforma streaming italiana per la visione di contenuti in streaming via Internet, sia in diretta che in modalità on demand, gratuiti e a pagamento. La piattaforma è edita da RTI, società controllata da Mediaset.
È disponibile anche come app per Android, iOS e per le Smart TV con tecnologia HbbTV.

## Storia

### Antefatti e denominazioni
Il 15 luglio 2007 nasce Rivideo. Il servizio, come dice il nome stesso, permetteva di rivedere a pagamento le fiction Mediaset, video, film, episodi di serie televisive, cartoni animati e anime trasmessi sulle reti Mediaset. Inoltre permetteva anche di rivedere le partite di calcio della Serie A. Chiude l'11 gennaio 2010 lasciando spazio alla versione aggiornata della catch-up TV Video Mediaset. Quest'ultima introduce la possibilità di rivedere film, episodi di serie televisive, cartoni animati e anime trasmessi sulle reti Mediaset. Inoltre, qui diventa possibile seguire la diretta dei canali.
Il 7 ottobre 2015 il sito Mediaset.it e Video Mediaset confluiscono in Mediaset On Demand, che dava la possibilità di seguire la diretta dei canali, riguardare i programmi già andati in onda, e sono presenti diverse sezioni dedicate alle news, esclusive Web, anteprime dei film e interviste. Esisteva anche l'app per smartphone e tablet Mediaset Fan, che permetteva di guardare i programmi in diretta o rivedere le repliche, la guida TV, e votare nei reality show tramite il televoto. Dal 29 marzo 2017 la piattaforma è diventata un vero e proprio servizio Video On Demand.

### Mediaset Play
Il 5 luglio 2018 Mediaset On Demand diventa Mediaset Play, inglobando anche i siti dei canali televisivi gratuiti e introducendo alcune nuove funzioni che vanno ad aggiungersi a quelle già esistenti nel precedente portale. Una di queste è Restart, che consente di rivedere dall'inizio il programma che sta andando in onda in un determinato momento su un canale televisivo di Mediaset.
In occasione del Grande Fratello e del Grande Fratello VIP, viene attivato temporaneamente il canale Grande Fratello MultiRegia, che consente la visione della diretta quotidiana da tre differenti regie.
Il 22 ottobre 2018 viene lanciato sul portale il canale di televendite M4C, chiuso poi il 31 dicembre 2019.
Nel dicembre 2018 viene attivato Mediaset Play Cult, servizio con il quale vengono diffusi spezzoni e documenti relativi a personaggi e programmi che hanno fatto la storia delle reti Mediaset, mentre da settembre 2019 è disponibile Mediaset Play Remix, contenente tutti i format originali di Mediaset Play.
Dal 14 gennaio 2020 vengono trasmessi in diretta Web ed in contemporanea con le piattaforme social e YouTube vari speciali e puntate extra dei programmi Mediaset, disponibili anche on demand.

#### Mediaset Play Infinity
Il 2 dicembre 2020 viene annunciata la fusione tra Mediaset Play e Infinity TV. Il 5 marzo 2021 viene confermato che il servizio di streaming si sarebbe chiamato Infinity+, mentre l'intera piattaforma avrebbe preso il nuovo nome di Mediaset Play Infinity. Il rebranding è avvenuto l'8 aprile successivo, con un relativo aggiornamento del logo e, di conseguenza, dell'interfaccia grafica.

#### Mediaset Infinity
Il 17 maggio 2021 la piattaforma cambia nuovamente nome e logo in Mediaset Infinity.
A fine maggio 2025, viene annunciato il rebranding della piattaforma streaming spagnola Mitele in Mediaset Infinity, come l'omologo italiano.

## Offerta

### Panoramica
La piattaforma mette a disposizione la diretta delle reti Mediaset e (quando previste) le puntate dei programmi in onda su queste. Il pubblico può accedere anche ad un’offerta opzionale: una serie di "premium channel" indirizzati a serie tv, sport, documentari e offerte per i più piccoli.

### Channels
I channels di Mediaset Infinity sono delle offerte aggiuntive che permettono di ampliare il catalogo con dei costi aggiuntivi. Tra questi è presente:
| Logo | Nome                   | Descrizione | Note   |
| ---- | ---------------------- | --- | ------ |
|      | CineAutore             | Propone cinema d'essai e cinema d'autore italiano. | [ 17 ] |
|      | CineAvventura          | È dedicato agli amanti del cinema d’avventura e d’azione. | [ 18 ] |
|      | CineBmovie             | Offre i film della tradizione popolare italiana. | [ 19 ] |
|      | CineComico             | Propone commedie all'italiana e commedie sexy all'italiana. | [ 20 ] |
|      | CineDark               | Propone cinema dell'orrore e gialli italiani. | [ 21 ] |
|      | Dreamers and Love      | È dedicato alle serie turche e le grandi storie d'amore, con un catalogo di contenuti di genere sentimentale e drammatico. | [ 22 ] |
|      | Focus Selection        | Offre contenuti riguardanti natura, animali, geografia, personaggi storici, spazio e tecnologia, provenienti da Focus. | [ 23 ] |
|      | History Play           | Consente di guardare una selezione dei documentari e delle produzioni History Channel. | [ 24 ] |
|      | Infinity+              | È l'offerta a pagamento di Mediaset nell'ambito dell'intrattenimento. Al suo interno vi è una sezione dedicata al noleggio di film, cartoni animati, serie TV e contenuti disponibili anche in lingua originale, con sottotitoli e in 4K.                                                                        | [ 25 ] |
|      | Mediaset International | È l’offerta televisiva del gruppo Mediaset pensata per chi vive fuori dal territorio nazionale, disponibile in ogni parte del mondo ad eccezione dell’Italia, San Marino e Città del Vaticano. Include la visione del canale internazionale Mediaset Italia, TGcom24 ed il meglio della programmazione Mediaset. | [ 26 ] |
|      | MGM+                   | Servizio di streaming a pagamento della casa di produzione statunitense Metro-Goldwyn-Mayer, di proprietà di Amazon.com. | [ 27 ] |
|      | Midnight Factory       | Include film horror e thriller, con titoli inediti, classici e cult di genere. | [ 28 ] |
|      | TV Detective           | Propone un catalogo di TV movie e serie ad alta tensione e le fiction Mediaset di genere crime. | [ 29 ] |

## Produzioni in esclusiva

### Programmi
La piattaforma trasmette in esclusiva alcune trasmissioni, visibili senza alcun costo aggiuntivo.
- Adoro! (2020)
- GF VIP Party (2020-2023)
- Giortì (2020)
- Isola Party (2021-2023)
- Il Punto Z (2021)
- Salotto Salemi (2021)
- Pupa Party (2022)
- Pressing - Anteprima (dal 2022)
- GF Party (2023-2024)

### Sport
- UEFA Champions League (dal 2018)

### Serie TV in prima visione
La piattaforma pubblica alcune serie TV gratis e in esclusiva.
- Madri - Una vita d'amore (2023)
- Unità speciale scomparsi (2023)
- Io so chi sei (2023)
- Escándalo - Storia di un'ossessione (2023)
- Interrupted - L'amore incompiuto (2023)
- My Home My Destiny (2023-2024)
- Dreams and Realities - La forza dei sogni (2024)
- Everywhere I go - Coincidenze d'amore (2024)
- 4 mamme per un delitto (2024)
- Viola come il mare (2024)
- If You Love (2024)
- Message from Mom (2024)
- The Family (2024)
- Love, Reason, Get Even (2024-2025)
- UPA Next (2024)
- The Bank Hacker (2025)
- Segreti di famiglia (dal 2025)

## Loghi

15 luglio 2007 - 10 gennaio 2010
11 gennaio 2010 - 6 ottobre 2015
7 ottobre 2015 - 28 marzo 2017
29 marzo 2017 - 4 luglio 2018
5 luglio 2018 - 18 aprile 2019
19 aprile 2019 - 7 aprile 2021
8 aprile 2021 - 16 maggio 2021
17 maggio 2021 - 14 maggio 2023
In uso dal 15 maggio 2023